# Dominique Répécaud
Dominique Répécaud (* 1. März 1955 in Lons-le-Saunier; † 19. November 2016) war ein französischer Fusionmusiker (Gitarre) und Musikproduzent.

## Wirken
Répécaud gehörte zunächst den Free-Rock-Bands Soixante Étages und Étage 34 an. Als künstlerischer Leiter des Centre Culturel André Malraux leitete er das einflussreiche Avantgarde-Festival Musique Action in Vandœuvre-lès-Nancy. Auch spielte er im Trio Le Complexe de la Viande (mit dem Dichter Serge Pey und dem Thereminspieler Laurent Dailleau) und im Quartett Misère et Cordes, das freie Improvisationsmusik darbot. Weiterhin ist er auf Alben von Pascal Comelade, Dominique Regef und Dominique Grimaud zu hören. Unter eigenem Namen veröffentlichte er 2000 die CD Ana Ban, eine Sammlung von Duos. Zudem betrieb er das unabhängige Label 33revpermi.
Répécaud starb an den Folgen eines Herzinfarktes.

## Diskographische Hinweise
- Ana Ban (In Situ 2000)
- Daunik Lazro, Thierry Madiot, Dominique Répécaud, Camel Zekri Rekmazladzep (Vand'Oeuvre 2006)

## Lexikalischer Eintrag
- Philippe Carles, André Clergeat, Jean-Louis Comolli: Le nouveau dictionnaire du jazz. R. Laffont: Paris 2011